# Hrabstwo Lancaster (Karolina Południowa)
Hrabstwo Lancaster (ang. Lancaster County) – hrabstwo w stanie Karolina Południowa w Stanach Zjednoczonych.

## Geografia
Według spisu z 2000 roku obszar całkowity hrabstwa obejmuje powierzchnię 555 mil2 (1437,44 km²), z czego  549 mil2 (1421,9 km²) stanowią lądy, a 6 mil2 (15,54 km²) stanowią wody. Według szacunków United States Census Bureau w roku 2012 miało 79 089 mieszkańców. Jego siedzibą administracyjną jest Lancaster.

### Miasta
- Heath Springs
- Kershaw
- Lancaster

### CDP
- Elgin
- Irwin
- Lancaster Mill
- Springdale

### Sąsiednie hrabstwa
- Hrabstwo Union, Karolina Północna (północny wschód)
- Hrabstwo Chesterfield, Karolina Południowa (wschód)
- Hrabstwo Kershaw, Karolina Południowa (południe)
- Hrabstwo Fairfield, Karolina Południowa (południowy zachód)
- Hrabstwo York, Karolina Południowa (zachód)
- Hrabstwo Chester, Karolina Południowa (zachód)
- Hrabstwo Mecklenburg, Karolina Północna (północ)